# Liste in Simbabwe vorhandener Dampflokomotiven
Dies ist eine Liste erhaltener Dampflokomotiven auf dem Gebiet von Simbabwe.

## Lokomotiven mit 42"
| Foto | Nummer oder Name                             | Bauart / Achsfolge | Hersteller                   | Fabrik-nr. | Baujahr | Historie | Eigentümer / Betreiber / Strecke    | Bemerkungen |
| ---- | -------------------------------------------- | ------------------ | ---------------------------- | ---------- | ------- | -------- | ----------------------------------- | ----------- |
|      | NRZ No. 513                                  | (1’C1’)(1’C1’)     | Beyer Peacock & Co.          | 7586       | 1953    |          | NRZ Shop, Bulawayo Station          | [ 1 ]       |
|      | NRZ No. 514                                  | (1’C1’)(1’C1’)     | Beyer Peacock & Co.          | 7587       | 1953    |          | Railway Museum, Bulawayo Station    | [ 2 ]       |
|      | NRZ No. 515                                  | (1’C1’)(1’C1’)     | Beyer Peacock & Co.          | 7588       | 1953    |          | NRZ Shop, Bulawayo Station          | [ 3 ]       |
|      | NRZ No. 516                                  | (1’C1’)(1’C1’)     | Beyer Peacock & Co.          | 7589       | 1953    |          | Railway Museum, Bulawayo Station    | [ 4 ]       |
|      | NRZ No. 517                                  | (1’C1’)(1’C1’)     | Beyer Peacock & Co.          | 7590       | 1953    |          | NRZ Shop, Bulawayo Station          | [ 5 ]       |
|      | NRZ No. 518                                  | (1’C1’)(1’C1’)     | Beyer Peacock & Co.          | 7591       | 1953    |          | Locomotive dump, Bulawayo Station   | [ 6 ]       |
|      | NRZ No. 519                                  | (1’C1’)(1’C1’)     | Beyer Peacock & Co.          | 7592       | 1953    |          | Railway Museum, Bulawayo Station    | [ 7 ]       |
|      | NRZ No. 521                                  | (1’C1’)(1’C1’)     | Beyer Peacock & Co.          | 7600       | 1953    |          | NRZ Shop, Bulawayo Station          | [ 8 ]       |
|      | NRZ No. 522                                  | (1’C1’)(1’C1’)     | Beyer Peacock & Co.          | 7601       | 1953    |          | NRZ Shop, Bulawayo Station          | [ 9 ]       |
|      | NRZ No. 524                                  | (1’C1’)(1’C1’)     | Beyer Peacock & Co.          | 7603       | 1953    |          | Locomotive dump, Bulawayo Station   | [ 10 ]      |
|      | NRZ No. 525                                  | (1’C1’)(1’C1’)     | Beyer Peacock & Co.          | 7604       | 1953    |          | NRZ Shop, Bulawayo Station          | [ 11 ]      |
|      | NRZ No. 600 (221)                            | (1’D1’)(1’D1’)     | Beyer Peacock & Co.          | 6562       | 1929    |          | Railway Museum, Bulawayo Station    | [ 12 ]      |
|      | NRZ No. 601 (625)                            | (1’D1’)(1’D1’)     | Beyer Peacock & Co.          | 7503       | 1953    |          | NRZ Shop, Bulawayo Station          | [ 13 ]      |
|      | NRZ No. 602                                  | (1’D1’)(1’D1’)     | Beyer Peacock & Co.          | 7504       | 1953    |          | Locomotive dump, Bulawayo Station   | [ 14 ]      |
|      | NRZ No. 603 (628)                            | (1’D1’)(1’D1’)     | Beyer Peacock & Co.          | 7506       | 1953    |          | NRZ Shop, Bulawayo Station          | [ 15 ]      |
|      | NRZ No. 501 (234)                            | (1’C1’)(1’C1’)     | Beyer Peacock & Co.          | 6619       | 1930    |          | NRZ Shop, Bulawayo Station          | [ 16 ]      |
|      | Rhodesian Railways No. 1 'Rhodesia'          | C                  | Hudswell Clarke & Co.        | 1627       | 1929    |          | Railway Museum, Bulawayo Station    | [ 17 ]      |
|      | NRZ No. 371                                  | (2’C2’)(2’C2’)     | Beyer Peacock & Co.          | 7267       | 1949    |          | NRZ Shop, Bulawayo Station          | [ 18 ]      |
|      | NRZ No. 376                                  | (2’C2’)(2’C2’)     | Beyer Peacock & Co.          | 7272       | 1949    |          | Locomotive dump, Bulawayo Station   | [ 19 ]      |
|      | NRZ No. 604 (629)                            | (1’D1’)(1’D1’)     | Beyer Peacock & Co.          | 7507       | 1953    |          | NRZ Shop, Bulawayo Station          | [ 20 ]      |
|      | NRZ No. 605 (631)                            | (1’D1’)(1’D1’)     | Beyer Peacock & Co.          | 7509       | 1953    |          | NRZ Shop, Bulawayo Station          | [ 21 ]      |
|      | NRZ No. 607 (633)                            | (1’D1’)(1’D1’)     | Beyer Peacock & Co.          | 7511       | 1953    |          | Railway Museum, Bulawayo Station    | [ 22 ]      |
|      | NRZ No. 608 (635)                            | (1’D1’)(1’D1’)     | Beyer Peacock & Co.          | 7513       | 1953    |          | NRZ Shop, Bulawayo Station          | [ 23 ]      |
|      | NRZ No. 610 (637)                            | (1’D1’)(1’D1’)     | Beyer Peacock & Co.          | 7515       | 1953    |          | NRZ Shop, Bulawayo Station          | [ 24 ]      |
|      | NRZ No. 611 (638)                            | (1’D1’)(1’D1’)     | Beyer Peacock & Co.          | 7516       | 1953    |          | NRZ Shop, Bulawayo Station          | [ 25 ]      |
|      | NRZ No. 612 (643)                            | (1’D1’)(1’D1’)     | Beyer Peacock & Co.          | 7521       | 1953    |          | NRZ Shop, Bulawayo Station          | [ 26 ]      |
|      | NRZ No. 613 (645)                            | (1’D1’)(1’D1’)     | Beyer Peacock & Co.          | 7523       | 1953    |          | NRZ Shop, Bulawayo Station          | [ 27 ]      |
|      | NRZ No. 614 (647)                            | (1’D1’)(1’D1’)     | Beyer Peacock & Co.          | 7525       | 1953    |          | Locomotive dump, Bulawayo Station   | [ 28 ]      |
|      | NRZ No. 622                                  | (1’D1’)(1’D1’)     | Beyer Peacock & Co.          | 7500       | 1953    |          | NRZ Shop, Bulawayo Station          | [ 29 ]      |
|      | Mashonaland Railway No. 7 'Jack Tar'         | C                  | Manning Wardle               | 1159       | 1896    |          | Railway Museum, Bulawayo Station    | [ 30 ]      |
|      | NRZ No. 730 (705)                            | (2’D1’)(1’D2’)     | Beyer Peacock & Co.          | 7690       | 1954    |          | NRZ Shop, Bulawayo Station          | [ 31 ]      |
|      | NRZ No. 736 (717)                            | (2’D1’)(1’D2’)     | Beyer Peacock & Co.          | 7782       | 1957    |          | Railway Museum, Bulawayo Station    | [ 32 ]      |
|      | NRZ No. 740 (723)                            | (2’D1’)(1’D2’)     | Beyer Peacock & Co.          | 7788       | 1957    |          | Railway Museum, Bulawayo Station    | [ 33 ]      |
|      | NRZ No. 742 (726)                            | (2’D1’)(1’D2’)     | Beyer Peacock & Co.          | 7791       | 1957    |          | NRZ Shop, Bulawayo Station          | [ 34 ]      |
|      | NRZ No. 749                                  | (2’D1’)(1’D2’)     | Beyer Peacock & Co.          | 7814       | 1958    |          | Locomotive dump, Bulawayo Station   | [ 35 ]      |
|      | NRZ No. 115                                  | 2’D                | North British Locomotive Co. | 21478      | 1912    |          | Railway Museum, Bulawayo Station    | [ 36 ]      |
|      | NRZ No. 122                                  | 2’D                | ALCO (Schenectady)           | 56729      | 1917    |          | Railway Museum, Bulawayo Station    | [ 37 ]      |
|      | NRZ No. 127                                  | 2’D1’              | Montreal Locomotive Works    | 59119      | 1917    |          | Railway Museum, Bulawayo Station    | [ 38 ]      |
|      | NRZ No. 159                                  | 2’D1’              | North British Locomotive Co. | 23089      | 1924    |          | NRZ Shop, Bulawayo Station          | [ 39 ]      |
|      | NRZ No. 19                                   | 2’D1’              | Neilson Reid & Co.           | 5799       | 1900    |          | Railway Museum, Bulawayo Station    | [ 40 ]      |
|      | NRZ No. 190                                  | 2’D1’              | North British Locomotive Co. | 23391      | 1926    |          | Railway Museum, Bulawayo Station    | [ 41 ]      |
|      | NRZ No. 9 (396)                              | (2’C2’)(2’C2’)     | Beyer Peacock & Co.          | 7338       | 1949    |          | NRZ Shop, Bulawayo Station          | [ 42 ]      |
|      | NRZ No. 98                                   | 2’D1’              | North British Locomotive Co. | 19996      | 1913    |          | Railway Museum, Bulawayo Station    | [ 43 ]      |
|      | NRZ No. 377                                  | (2’D1’)(1’D2’)     | Beyer Peacock & Co.          | 7273       | 1949    |          | Railway Museum, Bulawayo Station    | [ 44 ]      |
|      | NRZ No. 381                                  | (2’D1’)(1’D2’)     | Beyer Peacock & Co.          | 7277       | 1948    |          | NRZ Shop, Bulawayo Station          | [ 45 ]      |
|      | NRZ No. 382                                  | 2’D                | Beyer Peacock & Co.          | 7278       | 1949    |          | NRZ Shop, Bulawayo Station          | [ 46 ]      |
|      | NRZ No. 385                                  | 1’C1’              | Beyer Peacock & Co.          | 7327       | 1949    |          | Locomotive dump, Bulawayo Station   | [ 47 ]      |
|      | NRZ No. 386                                  | 2’D                | Beyer Peacock & Co.          | 7328       | 1949    |          | NRZ Shop, Bulawayo Station          | [ 48 ]      |
|      | NRZ No. 387                                  | (2’D1’)(1’D2’)     | Beyer Peacock & Co.          | 7329       | 1949    |          | NRZ Shop, Bulawayo Station          | [ 49 ]      |
|      | NRZ No. 388                                  | (2’D1’)(1’D2’)     | Beyer Peacock & Co.          | 7330       | 1949    |          | Locomotive dump, Bulawayo Station   | [ 50 ]      |
|      | NRZ No. 391                                  | (2’D1’)(1’D2’)     | Beyer Peacock & Co.          | 7333       | 1949    |          | NRZ Shop, Bulawayo Station          | [ 51 ]      |
|      | NRZ No. 394                                  | (2’D1’)(1’D2’)     | Beyer Peacock & Co.          | 7336       | 1949    |          | NRZ Shop, Bulawayo Station          | [ 52 ]      |
|      | NRZ No. 395                                  | 2’D                | Beyer Peacock & Co.          | 7337       | 1949    |          | NRZ Shop, Bulawayo Station          | [ 53 ]      |
|      | NRZ No. 400                                  | (1’D1’)(1’D1’)     | Beyer Peacock & Co.          | 7352       | 1952    |          | NRZ Shop, Bulawayo Station          | [ 54 ]      |
|      | NRZ No. 402                                  | (2’C2’)(2’C2’)     | Beyer Peacock & Co.          | 7354       | 1952    |          | Locomotive dump, Bulawayo Station   | [ 55 ]      |
|      | NRZ No. 406                                  | (2’C2’)(2’C2’)     | Beyer Peacock & Co.          | 7358       | 1952    |          | NRZ Shop, Bulawayo Station          | [ 56 ]      |
|      | NRZ No. 407                                  | 1’D1’              | Beyer Peacock & Co.          | 7359       | 1952    |          | Locomotive dump, Bulawayo Station   | [ 57 ]      |
|      | NRZ No. 410                                  | C1                 | Beyer Peacock & Co.          | 7362       | 1952    |          | NRZ Shop, Bulawayo Station          | [ 58 ]      |
|      | NRZ No. 414                                  | 2’D                | Beyer Peacock & Co.          | 7555       | 1952    |          | NRZ Shop, Bulawayo Station          | [ 59 ]      |
|      | NRZ No. 416                                  | 2’D                | Beyer Peacock & Co.          | 7557       | 1952    |          | Locomotive dump, Bulawayo Station   | [ 60 ]      |
|      | NRZ No. 417                                  | 2’D1’              | Beyer Peacock & Co.          | 7558       | 1952    |          | NRZ Shop, Bulawayo Station          | [ 61 ]      |
|      | NRZ No. 418                                  | 2’D1’              | Beyer Peacock & Co.          | 7559       | 1952    |          | NRZ Shop, Bulawayo Station          | [ 62 ]      |
|      | NRZ No. 420                                  | 2’D1’              | Beyer Peacock & Co.          | 7561       | 1952    |          | NRZ Shop, Bulawayo Station          | [ 63 ]      |
|      | NRZ No. 421                                  | 2’D                | Beyer Peacock & Co.          | 7562       | 1952    |          | NRZ Shop, Bulawayo Station          | [ 64 ]      |
|      | NRZ No. 422                                  | 2’D1’              | Beyer Peacock & Co.          | 7563       | 1952    |          | NRZ Shop, Bulawayo Station          | [ 65 ]      |
|      | NRZ No. 424                                  | (2’D1’)(1’D2’)     | Beyer Peacock & Co.          | 7356       | 1952    |          | NRZ Shop, Bulawayo Station          | [ 66 ]      |
|      | NRZ No. 43                                   | 2’D                | North British Locomotive Co. | 16173      | 1903    |          | Railway Museum, Bulawayo Station    | [ 67 ]      |
|      | NRZ (RR) No. 330                             | 2’D1’              | Henschel & Sohn (Kassel)     | 27400      | 1952    |          | Railway Museum, Bulawayo Station    | [ 68 ]      |
|      | NRZ No. 507 (240)                            | (1’C1’)(1’C1’)     | Beyer Peacock & Co.          | 6625       | 1930    |          | Railway Museum, Bulawayo Station    | [ 69 ]      |
|      | NRZ No. 510                                  | (1’C1’)(1’C1’)     | Beyer Peacock & Co.          | 7583       | 1953    |          | NRZ Shop, Bulawayo Station          | [ 70 ]      |
|      | Unicem (SAR) No. 1 (2695)                    | 2’D1’              | Borsig, Berlin-Tegel         | 14746      | 1938    |          | United Portland Cement Co.          | [ 71 ]      |
|      | NRZ No. 10 (392)                             | (2’C2’)(2’C2’)     | Beyer Peacock & Co.          | 7334       | 1949    |          | Wankie Colliery                     | [ 72 ]      |
|      | NRZ No. 8 (396)                              | (2’C2’)(2’C2’)     | Beyer Peacock & Co.          | 7338       | 1950    |          | Wankie Colliery                     | [ 73 ]      |
|      | Wankie Colliery (NRZ) No. 5 (320)            | 2’D1’              | Henschel & Sohn (Kassel)     | 27390      | 1952    |          | Petrol Station on route A8          | [ 74 ]      |
|      | NRZ No. 4                                    | 2’D1’              | Henschel & Sohn (Kassel)     |            | 1952    |          | Wankie Colliery                     | [ 75 ]      |
|      | NRZ No. 12 (370)                             | (2’C2’)(2’C2’)     | Beyer Peacock & Co.          | 7266       | 1949    |          | Wankie Colliery                     | [ 76 ]      |
|      | NRZ No. 11 (423)                             | (2’C2’)(2’C2’)     | Franco-Belge                 | 2972       | 1952    |          | Wankie Colliery                     | [ 77 ]      |
|      | NRZ No. 2                                    | 2’D1’              | Beyer Peacock & Co.          |            |         |          | Wankie Colliery                     | [ 78 ]      |
|      | NRZ No. 3                                    | 2’D1’              | Beyer Peacock & Co.          |            |         |          | Wankie Colliery                     | [ 79 ]      |
|      | NRZ No. 350 (271)                            | (2’C2’)(2’C2’)     | Beyer Peacock & Co.          | 6936       | 1940    |          | Kadoma Steam Centre                 | [ 80 ]      |
|      | NRZ No. 500 (233)                            | (1’C1’)(1’C1’)     | Beyer Peacock & Co.          | 6618       | 1930    |          | Kadoma Steam Centre                 | [ 81 ]      |
|      | Rhodesian Railways No. 254                   | 2’D1’              | North British Locomotive Co. | 24003      | 1930    |          | Masvingo Civic Centre               | [ 82 ]      |
|      | Rhodesian Railways No. 2 'Winston Churchill' | C                  | Hudswell Clarke & Co.        | 1523       | 1929    |          | Mutare Museum                       | [ 83 ]      |
|      | NRZ No. 512                                  | (1’C1’)(1’C1’)     | Beyer Peacock & Co.          | 7585       | 1953    |          | Beside railway near Livingstone Way | [ 84 ]      |
|      | ZR No. 196                                   | 2’D1’              | North British Locomotive Co. | 23725      | 1928    |          | Victoria Falls Safari Express       | [ 85 ]      |

## Lokomotiven mit 24"
| Foto | Nummer oder Name                                   | Bauart / Achsfolge | Hersteller                        | Fabrik-nr. | Baujahr | Historie | Eigentümer / Betreiber / Strecke | Bemerkungen |
| ---- | -------------------------------------------------- | ------------------ | --------------------------------- | ---------- | ------- | -------- | -------------------------------- | ----------- |
|      | Beira Railway No. 105                              | 2’B                | Falcon Engineering (Loughborough) |            | 1897    |          | Centenary Park                   | [ 86 ]      |
|      | Beira Railway No. 15                               | 2’B                | Falcon Engineering (Loughborough) | 257        | 1897    |          | Railway Museum, Bulawayo Station | [ 87 ]      |
|      | Wankie Colliery (Selukwe Peak Light Railway) No. 5 | B                  | Orenstein & Koppel                | 12709      | 1934    |          | Wankie Colliery                  | [ 88 ]      |
|      | Selukwe Peak Light Rlwy No. 3 'Ivy'                | B1                 | Peckett & Sons                    | 1705       | 1926    |          | Kadoma Steam Centre              | [ 89 ]      |
|      | Selukwe Peak Light Railway No. 4 'Mary'            | B1                 | Peckett & Sons                    | 1901       | 1936    |          | Mutare Museum                    | [ 90 ]      |